# Igor' Gennad'evič Cvirko
Igor' Gennad'evič Cvirko (in russo Игорь Геннадьевич Цвирко?; Odincovo, 25 agosto 1989) è un danzatore russo, primo ballerino del Balletto Bol'šoj dal 2022.

## Biografia
Igor' Gennad'evič Cvirko è nato ad Odincovo nel 1989 ed è stato scritturato dal Balletto Bol'šoj nel 2007, immediatamente dopo aver conseguito il diploma presso l'Accademia statale di coreografia di Mosca.
Dopo aver danzato in una vasta gamma di ruoli minori duranti i suoi primi cinque anni con la compagnia, nel 2013 è stato promosso al rango di solista e ha ampliato il suo repertorio con ruoli di rilievo come l'Idolo di Bronzo ne La Bayadère e Mercuzio nel Romeo e Giulietta; nello stesso anno ha fatto il suo esordio alla Royal Opera House nel Jewels di George Balanchine. Dopo essere stato nominato primo solista durante la stagione successiva, Cvirko ha cominciato a danzare in ruoli da protagonista come Basilio nel Don Chisciotte di Marius Petipa, Conrard ne Le Corsaire, Albrecht in Giselle e l'eponimo protagonista ne Lo schiaccianoci durante le due stagioni dal 2014 al 2016.
Nel 2017 ha danzato nel ruolo di Mercuzio in occasione della prima del Romeo e Giulietta di Aleksej Ratmanskij e in quello del protagonista nello Spartak di Jurij Grigorovič. Nel 2019 ha ampliato ulteriormente il proprio repertorio con ruoli in balletti contemporanei (come Leonte in The Winter's Tale di Christopher Wheeldon) e classici (come l'uccello azzurro ne La bella addormentata). Nel corso della sua carriera ha ricevuto tre candidature alla Maschera d'Oro, massimo riconoscimento del teatro russo.
Nel 2022 è stato promosso al rango di primo ballerino della compagnia.